# جيب ستيوارت
جيب ستيوارت (بالإنجليزية: Jeb Stuart)‏ هو كاتب سيناريو ومنتج أفلام ومخرج أمريكي، ولد في 21 يناير 1956 في ليتل روك في الولايات المتحدة.

## وصلات خارجية
- جيب ستيوارت على موقع IMDb (الإنجليزية)
- جيب ستيوارت على موقع ألو سيني (الفرنسية)
- جيب ستيوارت على موقع أول موفي (الإنجليزية)
- جيب ستيوارت على موقع قاعدة بيانات الأفلام السويدية (السويدية)
- جيب ستيوارت على موقع قاعدة بيانات الفيلم (الإنجليزية)
- جيب ستيوارت على موقع كينوبويسك (الروسية)